# Popular Demand
Albums de Black Milk
Broken Wax
(2006) Tronic
(2008)
Popular Demand est le deuxième album studio de Black Milk, sorti le 13 mars 2007.

## Liste des titres
| No  | Titre                                            | Contient un (des) sample(s) de                                  | Durée |
| --- | ------------------------------------------------ | --------------------------------------------------------------- | ----- |
| 1.  | Popular Demand                                   | You've Been My Inspiration du Main Ingredient                   | 2:45  |
| 2.  | Sound the Alarm (featuring Guilty Simpson)       | We're a Winner des Impressions Space Intro du Steve Miller Band | 2:43  |
| 3.  | Insane                                           |                                                                 | 2:54  |
| 4.  | Lookatusnow (featuring Phat Kat)                 |                                                                 | 3:33  |
| 5.  | U (featuring Ty et Kory)                         | Is There a Place (In His Heart for Me) des Supremes             | 3:12  |
| 6.  | Shut It Down (featuring AHK)                     | Nothing Can Stop Me de Marilyn McCoo et Billy Davis, Jr.        | 3:59  |
| 7.  | So Gone                                          |                                                                 | 3:00  |
| 8.  | Say Something (featuring Nametag et Slim S.D.H.) | Behind Closed Doors des Originals                               | 4:09  |
| 9.  | Play the Keys (Instrumental)                     |                                                                 | 1:53  |
| 10. | Watch Em (featuring Fat Ray et Que D)            | Night on Bald Mountain de Bob James                             | 4:06  |
| 11. | Three+Sum (featuring Lil' Skeeter)               | Tracks of My Tears d'Aretha Franklin                            | 4:09  |
| 12. | Action (featuring Slum Village)                  | Roundabout de Yes                                               | 4:01  |
| 13. | Luvin' It (Instrumental)                         | Aquarius de Cannonball Adderley et Nat Adderley Sextet          | 1:09  |
| 14. | One Song                                         | Love Gonna Pack Up (And Walk Out) des Persuaders                | 2:36  |
| 15. | I'm Out                                          | If You Can Want de Smokey Robinson and The Miracles             | 2:00  |
| 16. | Take It There (featuring One Be Lo)              |                                                                 | 2:44  |

| 1. | Broken Wax (Instrumental)        | I'm Your Puppet des Foster Sylvers              | 1:10 |
| 2. | Pressure (Instrumental)          |                                                 | 2:48 |
| 3. | Keep It Live (Instrumental)      |                                                 | 3:13 |
| 4. | U's a Freak Bitch (Instrumental) | Baby, Won't You Change Your Mind de Black Ivory | 3:01 |
| 5. | Tell 'Em (Instrumental)          |                                                 | 2:37 |
| 6. | Danger (Instrumental)            |                                                 | 3:33 |
| 7. | S.O.T.C. (Instrumental)          |                                                 | 3:51 |
| 8. | Outro (Instrumental)             |                                                 | 1:16 |